# Batallón Dimitrov
El Batallón Dimitrov fue una unidad militar integrada en las Brigadas Internacionales durante la guerra civil española. Fue el batallón núm. 18 y su nombre se debe a Georgi Dimitrov, un apasionado y gran defensor búlgaro del Frente Popular en la Segunda República Española.

## Historial de operaciones
Se formó con exiliados de los Balcanes en diciembre de 1936. Al principio contaba con 800 voluntarios, incluyendo cerca de 160 griegos. Formó parte de la XV Brigada a partir del 31 de enero de 1937. En ella se encontraban encuadradas también otras dos unidades que se hicieron especialmente famosas: el Batallón Británico y el Batallón Abraham Lincoln. Lucharon primero en la batalla del Jarama en febrero de 1937, sufriendo una gran cantidad de bajas.
El 20 de septiembre de 1937 el batallón se trasladó a la 45.ª División Internacional de la Reserva, donde fue reconstituido. El 13 de febrero de 1938, formó parte de la 129.ª Brigada Internacional recién creada, que se había formado con los restos de otros batallones integrados por centroeuropeos. Permaneció en ella hasta su desmovilización el 5 de octubre de 1938. Su último Comandante, Josef Pavel, llegó a ser ministro en el gabinete formado por Alexander Dubček durante la Primavera de Praga en 1968.
Cuatro de los brigadistas yugoslavos que combatieron en el Dimitrov y el Đuro Đaković acabaron dirigiendo los cuatro grupos del Ejército Partisano de Liberación que combatió a los nazis en la Segunda Guerra Mundial: Peko Dapčević el I, Koča Popović el II, Kosta Nađ el III, y Petar Drapšin el IV.